# 426

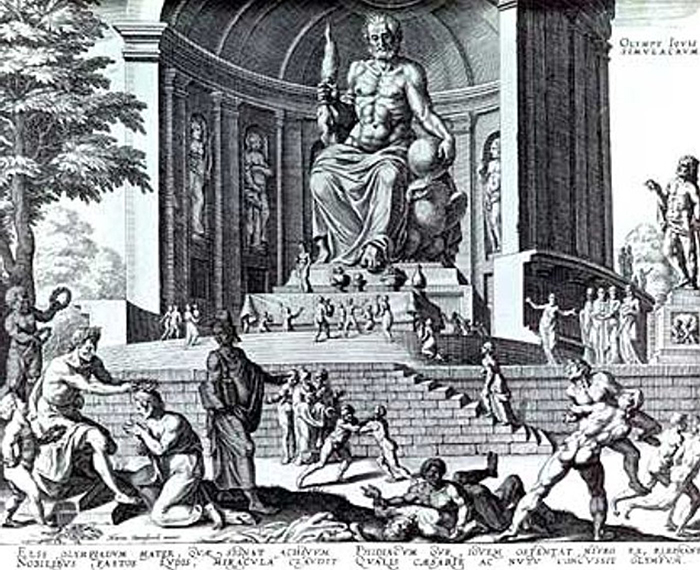
Beeld van Zeus (Olympia)

Het jaar 426 is het 26e jaar in de 5e eeuw volgens de christelijke jaartelling.

## Gebeurtenissen

### Klein-Azië
- Populair en onjuist geloof in de vernietiging van het heiligdom van Olympia na een decreet van de Oost-Romeinse keizer Theodosius II, toen dezelfde keizer talloze decreten uitvaardigde om de heilige plaatsen van weleer te beschermen tegen vandalisme en iconoclasme.[1] Zoals aangegeven in Codex Theodosianus 16.10.15, CTh.16.10.18.[2]

### Europa
- Aëtius maakt in Gallië een einde aan de Gotische opstand van Theodorik I. Na schermutselingen breken de Goten het beleg op van Arles waarna vredesbesprekingen worden opgestart.
- De Vandalen plunderen in de Middellandse Zee met een gewapende vloot de Balearen. Rex Flavius Gunderik accepteert het koningschap over de Alanen.
- Chlodio (r. 426-448) wordt koning van de Salische Franken. Hij regeert over Toxandrië (huidige België) en breidt zijn macht verder uit naar het Westen.
- Honoratus krijgt na de moord op Patroclus de leiding over het bisdom van Arles en wordt benoemd tot aartsbisschop.

### Mexico
- Koning K'inich Yax K'uk Mo sticht de Maya-dynastie in Copán (Mexico). Het koninkrijk zal blijven bestaan tot 820.

## Overleden
- Patroclus van Arles, Frans aartsbisschop